# Kremmen
Kremmen é um município da Alemanha, situado no distrito de Oberhavel, no estado de Brandemburgo. Tem 208,43 km² de área, e sua população em 2019 foi estimada em 7.734 habitantes.